# Parcieux
Parcieux est une commune française située dans le département de l'Ain et la région Auvergne-Rhône-Alpes.

## Géographie
La commune de Parcieux est située à une vingtaine de kilomètres au nord de Lyon. Son territoire s'allonge d'est en ouest des pentes du coteau de la Dombes jusqu'au val de Saône dans une plaine en partie inondable. Il culmine à 278 mètres.

### Communes limitrophes
|                   | Reyrieux |          |
| Quincieux (Rhône) | Parcieux | Civrieux |
|                   | Massieux |          |

### Climat
Pour des articles plus généraux, voir Climat d'Auvergne-Rhône-Alpes et Climat de l'Ain.
En 2010, le climat de la commune est de type climat océanique altéré, selon une étude du CNRS s'appuyant sur une série de données couvrant la période 1971-2000. En 2020, Météo-France publie une typologie des climats de la France métropolitaine dans laquelle la commune est dans une zone de transition entre le climat semi-continental et le climat de montagne et est dans la région climatique Bourgogne, vallée de la Saône, caractérisée par un bon ensoleillement (1 900 h/an), un été chaud (18,5 °C), un air sec au printemps et en été et des vents faibles.
Pour la période 1971-2000, la température annuelle moyenne est de 11,9 °C, avec une amplitude thermique annuelle de 18 °C. Le cumul annuel moyen de précipitations est de 811 mm, avec 9,1 jours de précipitations en janvier et 6,9 jours en juillet. Pour la période 1991-2020, la température moyenne annuelle observée sur la station météorologique de Météo-France la plus proche, sur la commune de Pommiers à 12 km à vol d'oiseau, est de 12,6 °C et le cumul annuel moyen de précipitations est de 778,0 mm,. Pour l'avenir, les paramètres climatiques de la commune estimés pour 2050 selon différents scénarios d'émission de gaz à effet de serre sont consultables sur un site dédié publié par Météo-France en novembre 2022.

## Urbanisme

### Typologie
Au 1er janvier 2024, Parcieux est catégorisée ceinture urbaine, selon la nouvelle grille communale de densité à 7 niveaux définie par l'Insee en 2022.
Elle appartient à l'unité urbaine de Lyon, une agglomération inter-départementale dont elle est une commune de la banlieue,. Par ailleurs la commune fait partie de l'aire d'attraction de Lyon, dont elle est une commune de la couronne,. Cette aire, qui regroupe 397 communes, est catégorisée dans les aires de 700 000 habitants ou plus (hors Paris),.

### Occupation des sols
L'occupation des sols de la commune, telle qu'elle ressort de la base de données européenne d’occupation biophysique des sols Corine Land Cover (CLC), est marquée par l'importance des territoires agricoles (64,7 % en 2018), en diminution par rapport à 1990 (68 %). La répartition détaillée en 2018 est la suivante : 
terres arables (39 %), zones agricoles hétérogènes (25,7 %), zones urbanisées (24,5 %), forêts (6 %), eaux continentales (4,7 %).
L'évolution de l’occupation des sols de la commune et de ses infrastructures peut être observée sur les différentes représentations cartographiques du territoire : la carte de Cassini (XVIIIe siècle), la carte d'état-major (1820-1866) et les cartes ou photos aériennes de l'IGN pour la période actuelle (1950 à aujourd'hui).

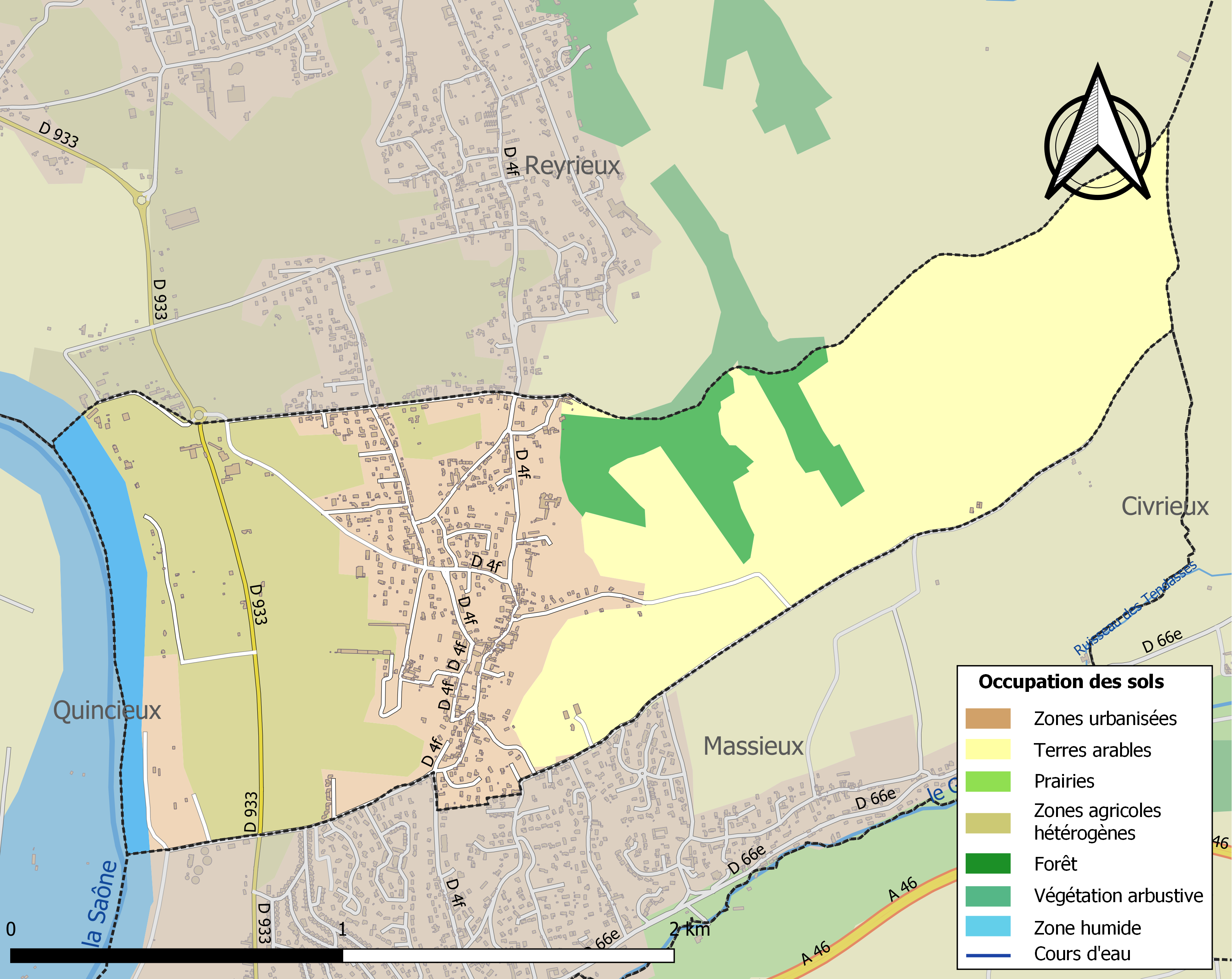
Carte des infrastructures et de l'occupation des sols de la commune en 2018 (CLC).

## Histoire
Parcieux est une très ancienne paroisse connue depuis le Xe siècle. Son église était une possession du chapitre métropolitain de Lyon. Ancienne seigneurie dépendant des sires de Villars puis de Beaujeu, elle fait partie de la souveraineté de Dombes jusqu'en 1762. Devenue française à cette date, la paroisse est intégrée en 1789 au département de l'Ain dont elle constitue dès lors une commune, incluse dans le canton de Trévoux puis dans celui de Reyrieux en 1985.

## Politique et administration

### Découpage territorial
La commune de Parcieux est membre de la communauté de communes Dombes Saône Vallée, un établissement public de coopération intercommunale (EPCI) à fiscalité propre créé le 1er janvier 2014 dont le siège est à Trévoux. Ce dernier est par ailleurs membre d'autres groupements intercommunaux.
Sur le plan administratif, elle est rattachée à l'arrondissement de Bourg-en-Bresse, au département de l'Ain et à la région Auvergne-Rhône-Alpes. Sur le plan électoral, elle dépend du  canton de Trévoux pour l'élection des conseillers départementaux, depuis le redécoupage cantonal de 2014 entré en vigueur en 2015, et de la deuxième circonscription de l'Ain  pour les élections législatives, depuis le dernier découpage électoral de 2010.

### Administration municipale
| Période        | Période      | Identité           | Étiquette | Qualité       |
| -------------- | ------------ | ------------------ | --------- | ------------- |
| 1959           | 1991         | Georges Chalandon  |           |               |
| 6 janvier 1992 | avril 2012   | François Tavernier |           |               |
| 23 avril 2012  | avril 2014   | Xavier Chalandon   |           |               |
| avril 2014     | janvier 2022 | Vincent Lautier    | SE        | Fonctionnaire |
| février 2022   | En cours     | Nathalie Tisserand | SE        |               |

## Démographie
L'évolution du nombre d'habitants est connue à travers les recensements de la population effectués dans la commune depuis 1793. Pour les communes de moins de 10 000 habitants, une enquête de recensement portant sur toute la population est réalisée tous les cinq ans, les populations de référence des années intermédiaires étant quant à elles estimées par interpolation ou extrapolation. Pour la commune, le premier recensement exhaustif entrant dans le cadre du nouveau dispositif a été réalisé en 2007.
En 2022, la commune comptait 1 317 habitants, en évolution de +10,86 % par rapport à 2016 (Ain : +5,15 %, France hors Mayotte : +2,11 %).
| 1793 | 1800 | 1806 | 1821 | 1831 | 1836 | 1841 | 1846 | 1851 |
| ---- | ---- | ---- | ---- | ---- | ---- | ---- | ---- | ---- |
| 404  | 360  | 396  | 719  | 484  | 434  | 458  | 400  | 403  |

| 1856 | 1861 | 1866 | 1872 | 1876 | 1881 | 1886 | 1891 | 1896 |
| ---- | ---- | ---- | ---- | ---- | ---- | ---- | ---- | ---- |
| 411  | 421  | 401  | 430  | 417  | 394  | 416  | 404  | 367  |

| 1901 | 1906 | 1911 | 1921 | 1926 | 1931 | 1936 | 1946 | 1954 |
| ---- | ---- | ---- | ---- | ---- | ---- | ---- | ---- | ---- |
| 374  | 425  | 430  | 390  | 386  | 407  | 408  | 404  | 365  |

| 1962 | 1968 | 1975 | 1982 | 1990 | 1999 | 2006  | 2007  | 2012  |
| ---- | ---- | ---- | ---- | ---- | ---- | ----- | ----- | ----- |
| 408  | 438  | 481  | 652  | 784  | 909  | 1 018 | 1 033 | 1 124 |

| 2017  | 2022  | - | - | - | - | - | - | - |
| ----- | ----- | - | - | - | - | - | - | - |
| 1 206 | 1 317 | - | - | - | - | - | - | - |

## Culture et patrimoine

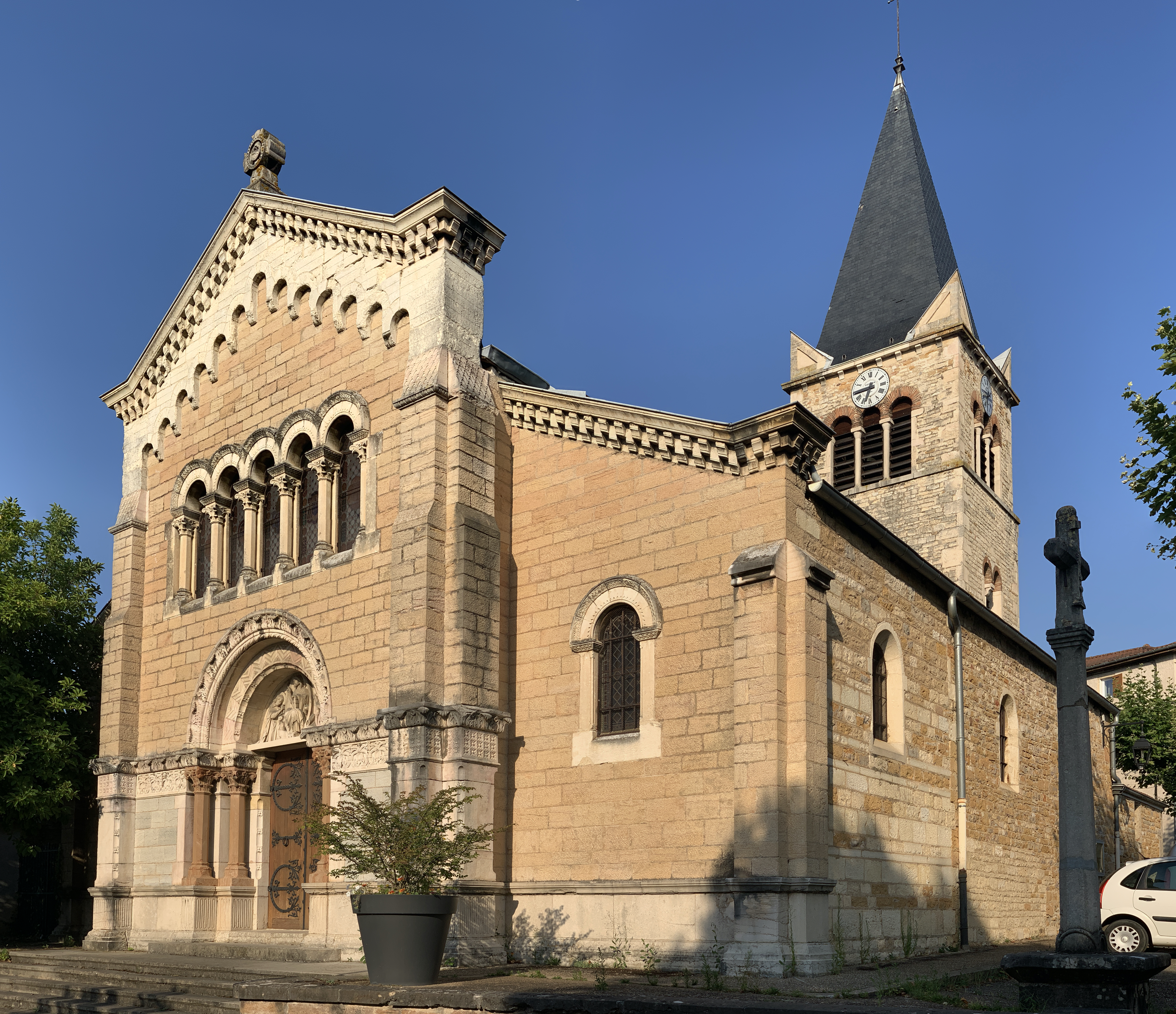
L'église Saint-Roch.

### Patrimoine
- L'église, placée sous le vocable de Saint-Roch et Saint-Jean-Baptiste, présente un chœur ogival et une partie de la nef du XIIIe siècle. Le reste de l'édifice date du XIXe siècle. Elle abrite, entre autres, un autel du XIIIe siècle et un bas-relief en bois peint daté de 1418 représentant la Cène. Elle est inscrite à l'Inventaire général du patrimoine culturel[19].
- Un calvaire, érigé en 1815, est situé au sud du village.
- Le château de Grange-Blanche du XVIe siècle et restauré sous Louis XV, possède un corps de logis flanqué de quatre pavillons et de tourelles.

### Personnalités liées à la commune
- Louise Labé, surnommée aussi la Belle Cordière, y vécut des heures « joyeuses » au XVIe siècle et y mourut dans sa propriété de Grange-Blanche en 1565. Musicienne, écrivain et poète, Louise est présentée comme une Lyonnaise « féministe » avant la lettre.